# Hawandawaki
Hawandawaki este o comună rurală din departamentul Tessaoua, regiunea Maradi, Niger, cu o populație de 35.143 de locuitori (2001).